# 院政

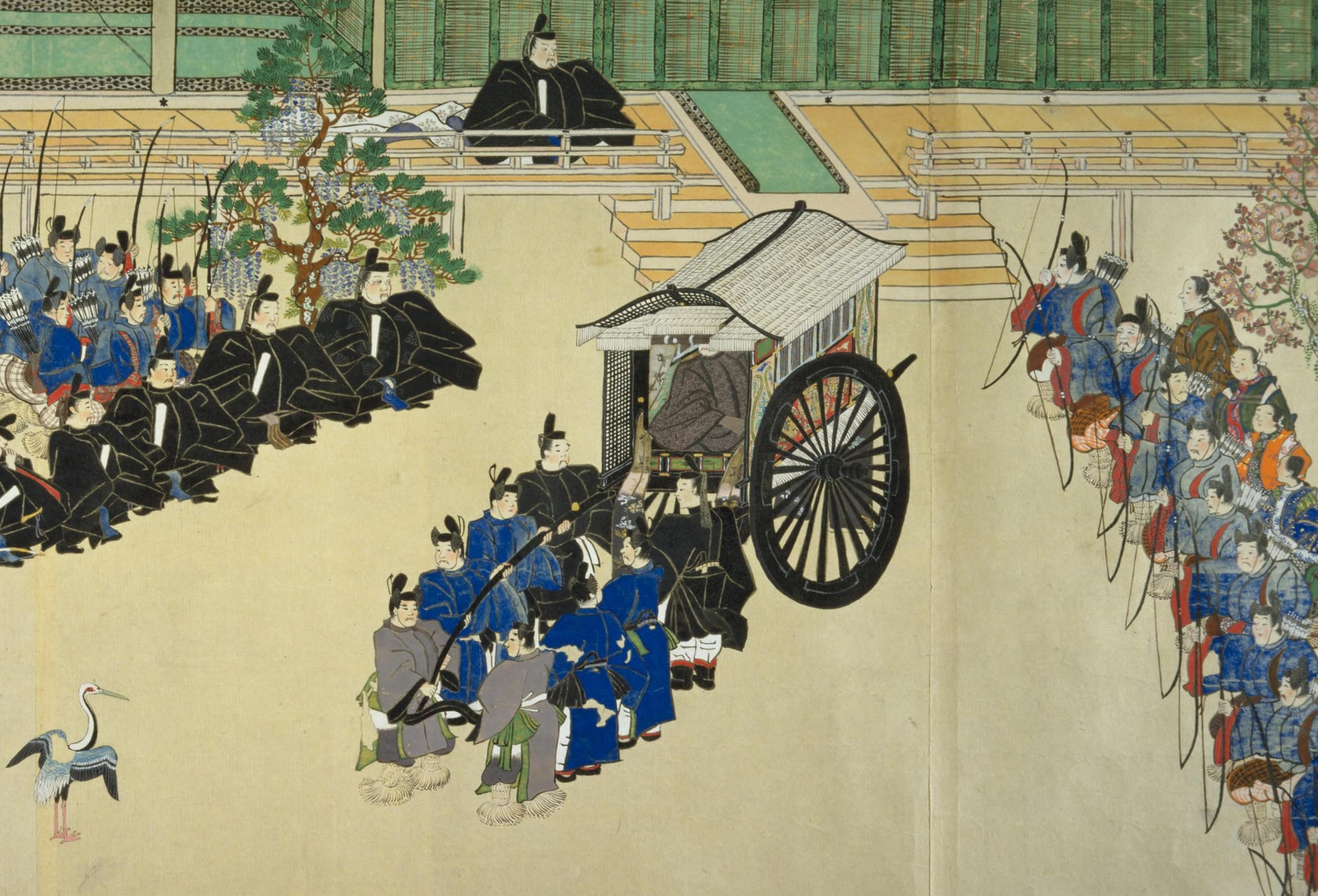
白河上皇の御幸。『春日権現験記』より。

院政（いんせい）は、上皇（太上天皇）または出家した上皇である法皇（太上法皇）が天皇に代わり政務を行う政治形態のことである。この政治形態は、「院」すなわち上皇の執政を常態とする。もうひとつの意味としては（上皇の院政に喩えて）、現職を引退した人が引退後も実権を握っていることを指す。

## 概要
摂関政治が衰えた平安時代末期から、鎌倉時代すなわち武家政治が始まるまでの間に見られた政治の方針である。
天皇が皇位を譲ると上皇となり、上皇が出家すると法皇となるが、上皇は「院」とも呼ばれたので、院政という（院という場所で政治を行ったから院政というとする説もある）。
1086年に白河天皇が譲位して白河上皇となってから、平家滅亡の1185年頃までを「院政時代」と呼ぶことがある。
「院政」という言葉自体は、江戸時代に頼山陽が『日本外史』の中でこうした政治形態を「政在上皇」として「院政」と表現し、明治政府によって編纂された『国史眼』がこれを参照にして「院政」と称したことで広く知られるようになったとされている。院政を布く上皇は治天の君とも呼ばれた。

## 前史
本来、皇位はいわゆる終身制となっており、皇位の継承は天皇の崩御によってのみ行われていた。皇極天皇以降、持統天皇・元正天皇・聖武天皇など、皇位の譲位が行われるようになった。当時は皇位継承が安定していなかったため（大兄制）、譲位という意思表示によって意中の皇子に皇位継承させるためにとられた方法と考えられている。皇極・持統・元正は女帝であり、皇位継承者としての成人した男性皇族が現れるまでの中継ぎに過ぎなかったという事情があった。聖武天皇に関しては、国家プロジェクトであった東大寺建立に専念するためという事情もあった。これらが後年の院政の萌芽となる。
平安時代に入っても嵯峨天皇や宇多天皇や、円融天皇などにも、譲位が見られる（後述）。日本の律令下では上皇は天皇と同等の権限を持つとされていたため、こうしたやや変則的な政体ですら制度の枠内で可能であった。これらの天皇は退位後も「天皇家の家父長」として若い天皇を後見するとして国政に関与することがあった。だが、当時はまだこの状態を常に維持するための政治的組織や財政的・軍事的裏付けが不十分であり、平安時代中期には幼く短命な天皇が多く十分な指導力を発揮するための若さと健康を保持した上皇が絶えて久しかったために、父系によるこの仕組みは衰退していく。代わりに母系にあたる天皇の外祖父の地位を占めた藤原北家が天皇の職務・権利を代理・代行する摂関政治が隆盛していくことになる。
だが、治暦4年（1068年）の後三条天皇の即位はその状況に大きな変化をもたらした。平安時代を通じて皇位継承の安定が大きな政治課題とされており、皇統を一条天皇系へ統一するという流れの中で、後三条天皇が即位することとなった。後三条天皇は、宇多天皇以来藤原北家（摂関家）を外戚に持たない170年ぶりの天皇であり、外戚の地位を権力の源泉としていた摂関政治がここに揺らぎ始めることとなる。
後三条天皇以前の天皇の多くも即位した直後に、皇権の確立と律令の復興を企図して「新政」と称した一連の政策を企画実行していたが、後三条天皇は外戚に摂関家を持たない強みも背景として、延久の荘園整理令（1069年）などの積極的な政策展開を行った。延久4年（1072年）に後三条天皇は第一皇子貞仁親王（白河天皇）へ譲位したが、その直後に病没してしまう。

### 後三条天皇譲位の意図についての諸学説
このとき、後三条天皇は院政を開始する意図を持っていたとする見解が慈円により主張されて（『愚管抄』）以来、北畠親房（『神皇正統記』）、新井白石（『読史余論』）、黒板勝美、三浦周行などにより主張されていたが、和田英松が、災害異変、後三条天皇の病気、実仁親王の立東宮の3点が譲位の理由であり院政開始は企図されていなかったと主張し、平泉澄が病気のみに限定するなど異論が出された。近年では吉村茂樹が、当時の災害異変が突出していないこと、後三条天皇の病気（糖尿病と推定されている）が重篤化したのが退位後であることを理由として、摂関家を外戚に持たない実仁親王に皇位を継承させることによる皇権の拡大を意図し、摂関政治への回帰を阻止したものであって院政の意図はなかったと主張し、通説化している。しかしながら美川圭のように、院政の当初の目的を皇位決定権の掌握と見て、皇権の拡大を意図したこと自体を重要視する意見も出ている。
その一方で、近年では宇多天皇が醍醐天皇に譲位して法皇となった後に天皇の病気に伴って実質上の院政を行っていた事が明らかになった事や、円融天皇が退位後に息子の一条天皇が皇位を継ぐと政務を見ようとしたために外祖父である摂政藤原兼家と対立していたという説もあり、院政の嚆矢を後三条天皇よりも以前に見る説が有力となっている。

## 白河院政
次の白河天皇の母も御堂流摂関家ではない閑院流出身で中納言藤原公成の娘、春宮大夫藤原能信（異母兄頼通とは反目していた）の養女である女御藤原茂子であったため、白河天皇は、御堂流嫡流摂関家の藤原師実を関白に任じつつ後三条天皇と同様に親政を行った。白河天皇は応徳3年（1086年）に当時8歳の善仁皇子（堀河天皇）へ譲位し太上天皇（上皇）となったが、幼帝を後見するため白河院と称して、引き続き政務に当たった。一般的にはこれが院政の始まりであるとされている。嘉承2年（1107年）に堀河天皇が没するとその皇子（鳥羽天皇）が4歳で即位し、独自性が見られた堀河天皇の時代より白河上皇は院政を強化することに成功した。白河上皇以後、院政を布いた上皇は治天の君、すなわち事実上の君主として君臨し、天皇は「まるで東宮（皇太子）のようだ」と言われるようになった。実際、院政が本格化すると皇太子を立てることがなくなっている。
ただし、白河天皇は当初からそのような院政体制を意図していたわけではなく、結果的にそうなったともいえる。白河天皇の本来の意志は、皇位継承の安定化、というより自分の子による皇位独占という意図があった。白河天皇は御堂流藤原能信の養女藤原茂子を母親、同じく御堂流の関白藤原師実の養女藤原賢子（御堂流と親密な村上源氏中院流出身）を中宮としており、生前の後三条天皇および反摂関家の貴族にとっては、異母弟である実仁親王・輔仁親王（摂関家に冷遇された三条源氏の系譜）への譲位が望まれていた。そうした中、白河天皇は、我が子である善仁親王に皇位を譲ることで、これら弟の皇位継承を断念させる意図があった。これは再び摂関家を外戚とする事であり、むしろ摂関政治への回帰につながる行動であった。佐々木宗雄の研究によれば、『中右記』などにおける朝廷内での政策決定過程において、白河天皇がある時期まで突出して政策を判断したことは少なく、院政開始期には摂政であった師実と相談して政策を遂行し、堀河天皇の成人後は堀河天皇と関白藤原師通が協議して政策を行って白河上皇に相談を行わないことすら珍しくなかったという。これは当時の国政に関する情報が天皇の代理である摂関に集中する仕組となっており、国政の情報を独占していた摂関の政治力を上皇のそれが上回るような状況は発生しなかったと考えられている。だが、承徳3年（1099年）の師通の働き盛りの年齢での急逝と若年で政治経験の乏しい藤原忠実の継承に伴って摂関の政治力の低下と国政情報の独占の崩壊がもたらされ、堀河天皇は若い忠実ではなく父親の白河上皇に相談相手を求めざるを得なかった。更に嘉承2年その堀河天皇も崩御して幼い鳥羽天皇が即位したために結果的に白河上皇による権力集中が成立したとする。一方、樋口健太郎は白河法皇の院政の前提として藤原彰子（上東門院）の存在があったと指摘する。彼女は我が子である後一条天皇を太皇太后（後に女院）の立場から支え、以後白河天皇まで5代の天皇にわたり天皇家の家長的な存在であった。天皇の代理であった摂政は自己の任免を天皇の勅許で行うことができず（それを行うと結果的に摂政自身が自己の進退を判断する矛盾状態になる）、摂関家の全盛期を築いた道長・頼通父子の摂政任免も彼女の令旨などの体裁で実施されていた。師実は自己の権威づけのために自己の摂関の任免について道長の先例に倣って父院である白河上皇の関与を求め、天皇在位中の協調関係もあって上皇の行幸に公卿を動員し、院御所の造営に諸国所課を実施するなどその権限の強化に協力してきた。また、白河上皇も院庁の人事を師実に一任するなど、師実を国政の主導者として認める政策を採ってきた。ところが、皮肉にも師通・師実の相次ぐ急死によって遺されたのは、師実が強化した白河上皇（法皇）の権威と上東門院の先例を根拠とした白河上皇（法皇）による摂関任命人事への関与の実績であり、結果的には藤原忠実の摂政任命をはじめとする「治天の君」による摂関任命を正当化することになってしまった。
直系相続による皇位継承は継承男子が必ずしも確保できる訳ではなく、常に皇統断絶の不安がつきまとう。逆に多くの皇子が並立していても皇位継承紛争が絶えないこととなる。院政の下では、「治天の君」が次代・次々代の天皇を指名できたので、比較的安定した皇位継承が実現でき、皇位継承に「治天の君」の意向を反映させることも可能であった。
また、外戚関係を媒介に摂政関白として政務にあたる摂関政治と異なって、院政は直接的な父権に基づくものであったため、専制的な統治を可能としていた。院政を布く上皇は、自己の政務機関として院庁を設置し、院宣・院庁下文などの命令文書を発給した。従来の学説では院庁において実際の政務が執られたとされていたが、鈴木茂男が当時の院庁発給文書に国政に関する内容が認められないことを主張し、橋本義彦がこれを受けて院庁政治論を痛烈に批判したため近年では、非公式の私文書としての側面のある院宣を用いて朝廷に圧力をかけ、院独自の側近を院の近臣として太政官内に送り込むことによって事実上の指揮を執ったとする見解が有力となっている。これら院の近臣は上皇との個別の主従関係により出世し権勢を強めた。また、上皇独自の軍事組織として北面武士を置くなど、平氏を主とした武士勢力の登用を図ったため、平氏権力の成長を促した。そのため、白河上皇による院政開始をもって中世の起点とする事もある。
平安後期以降に院政が定着した背景として、岡野友彦は財政面の理由を指摘している。公地公民制が実態として崩壊したこの時期であっても、法制上は律令国家の長である天皇は荘園を私有できなかった。このため寄進によって皇室領となった荘園を上皇が所有・管理し、国家財政を支えたという見解である。
ただし、院政の登場は摂政関白の必要性を否定するものではなかったことには注意を要する。院（上皇・法皇）の内裏への立ち入りはできない慣例が依然として維持されている中で、摂関は天皇の身近にあってこれ補佐すると共に天皇と院をつなぐ連絡役としての役割を担った。そして、長い院政の歴史の間には白河法皇と藤原忠実のように院が若い摂関を補佐する状況だけではなく、反対に摂関が若い院を補佐する場面もあり、院と摂関、ひいては天皇家と摂関家は王権を構成する相互補完的な関係であり続けたのである。

## 院政の最盛と転換
白河上皇は、鳥羽天皇の第一皇子（崇徳天皇）を皇位につけた後に崩じ、鳥羽上皇が院政を布くこととなったが、鳥羽上皇は崇徳天皇を疎んじ、第九皇子である近衛天皇（母、美福門院）へ皇位を継がせた（近衛天皇没後はその兄の後白河天皇（母、待賢門院）が継いだ）。そして、保元元年（1156年）に鳥羽上皇が崩じた直後、崇徳上皇と後白河天皇の間で戦闘が起こり、後白河天皇が勝利した（保元の乱）。
後白河天皇は保元3年（1158年）に二条天皇へ譲位すると院政を開始した。しかし、皇統の正嫡としての意識の強い二条天皇は天皇親政を指向しており、後白河院政派と二条親政派の対立がもたらされ、平治の乱後もその対立は続いた。したがって二条天皇の時代、後白河院政は強固なものとは到底言えなかった。しかし、病を得た二条天皇は永万元年（1165年）6月25日に幼い六条天皇に譲位、7月28日には崩じてしまった。ここで後白河院政には実質上の内容がもたらされたのである。後白河院政期には、平治の乱と平氏政権の隆盛およびその崩壊、治承・寿永の乱の勃発、源頼朝の鎌倉幕府成立など、武士が一気に台頭する時代となった。
ただ、後白河法皇と平清盛とが対立し始めた後、治承3年（1179年）11月の治承三年の政変によって鳥羽殿に幽閉され、後白河法皇は院政を停止されてしまった。ここで一旦高倉天皇の親政が成立するが、高倉天皇は治承4年（1180年）2月に安徳天皇に譲位、ここに高倉院政が成立した。高倉院政下では福原への「遷都」などが行われたが、もともと病弱であった高倉上皇は福原で病を得、平安京に還御した直後の養和元年（1181年）1月14日に崩じてしまった。まもなく清盛も世を去ったため、清盛の後継者であった平宗盛は後白河院政を復活させた。
後白河院政の後は、その孫の後鳥羽上皇が院政を行った。後鳥羽院は、皇権復興を企図して鎌倉幕府を倒そうとしたが失敗（承久の乱）、自身は流罪となった上、皇権の低下と朝廷に執権北条氏の介入を招いてしまった。乱後、後堀河天皇が即位するとその父親である行助入道親王が例外的に皇位を経ずして院政を行う（後高倉院）という事態も発生している。
院政は承久の乱以降も存続し、公家政権の中枢として機能した。特に乱以後初めて本格的な院政を布いた後嵯峨院政期に院政諸制度が整備されている。後嵯峨院は、奏事（弁官や蔵人による奏上）を取り次ぐ役職である伝奏の制度化、そして院が評定衆とともに相論（訴訟）裁許に当たる院評定を確立し、院政の機能強化に努めた。院評定は当時の課題であった徳政の興行のために訴訟の裁許を円滑化する役目を担った。
後嵯峨院以後の両統迭立期には、実際の院政を行う治天の君は天皇の父（あるいは祖父・曽祖父）である必要性が特に強調されるようになる。持明院統の伏見天皇が即位した際に実父である後深草院が院政を行うものとされ、前天皇である大覚寺統の後宇多院がこれに抗議したものの顧みられず、反対に後宇多院の子である後二条天皇が即位した際には同時に前天皇である後伏見院の代で院政を行っていた伏見院の院政も停止されて後宇多院の院政が開始されている。なお、この際に伏見院の皇子で後伏見院の弟にあたる富仁親王（後の花園天皇）が立太子された際に後伏見院の猶子とされた（『皇年代略記』・『神皇正統記』）。花園天皇即位後は当初は伏見院が院政を行ったものの、正和2年（1313年）10月17日に治天の君位が後伏見院に譲られ（『一代要記』）、4年後に伏見院が崩じた時には花園天皇は実父の崩御にもかかわらず祖父の喪の形式を採った（『増鏡』）。これは本来は花園天皇の兄である後伏見院が同天皇の治世における治天の資格を得るために、花園天皇と猶子関係を結んだために本来は「父と子」の関係である伏見院と花園天皇の関係も「祖父と孫」の関係に擬制されたことによる。大覚寺統の事例（長慶院と後亀山天皇）は不明であるものの、以後の持明院統においては治天の君に予定された者と皇位継承予定者が猶子関係を結び、治天の君と天皇の間で親子関係が擬制されるようになった（光厳院と光明天皇及び直仁親王（廃太子）、後小松院と後花園天皇）。

## 院政の形骸化
建武新政期には後醍醐天皇が親政を行い院政は一時期中断したが、数年の後に北朝による院政が復活した。室町時代に入ってからも院政は継続したが、治天の後円融院が自暴自棄な行動で権威を喪失すると、足利義満が院の権限を代行するようになり、これは後円融院の崩御後も継続した。この時期の義満を治天であったとみなす学者もいる。
義満の没後に後小松天皇が譲位し院政を復興するが、応永25年（1418年）から将軍足利義持が院宣の事前審査を行うようになる。そして永享5年（1433年）に後小松院が崩御すると院政は事実上の終焉を迎えた。これ以降、院が相伝してきた荘園に対する武家による横領がやまず、院政を支える経済基盤が失われていった。後小松の次に上皇になった後花園院の譲位後に程なく応仁の乱が生じ、院の所領は有名無実と化した。ただし院庁はその後も存続し、後花園院の崩御後も院の仏事を行うために院庁や職員が存在していたことが確認できる。その後、財務上の理由などから、天皇の譲位自体が不可能な状況が続くことになる。

## 江戸時代の院政
江戸時代に入ると、『禁中並公家諸法度』に基づいて江戸幕府の対朝廷介入は本格化した。幕府は摂政・関白を中心とした朝廷秩序を求めた。しかし後水尾上皇による院政が敷かれたため、明正天皇が朝廷に於ける実権を持つことは無く、後水尾上皇に朝廷内の実権が集中した。だが、江戸時代に入ってからの院政は、室町時代までの院政とは本質的に異なるものとなった。江戸時代の院は公家社会以外への支配権を持たず、仙洞御料も上皇が存在する時に限ってその都度幕府からあてがわれ、その管理は全て幕府に委ねられていたためである。
霊元上皇が院政を行うと、親幕府派であった近衛基熙との間に確執を生んだ。霊元院政の終了後、桜町天皇が上皇となって院政を行ったが、わずか3年で崩御、後桜町上皇は後桃園天皇・光格天皇が幼い時期には院政を行ったが、光格天皇は成人後に親政を行っている。光格天皇は、息子の仁孝天皇に譲位して院政を行ったが、これが最後の院政である。

## 皇位継承の法制化と院政の禁止
明治22年（1889年）に制定された旧皇室典範第10条「天皇崩スルトキハ皇嗣即チ践祚シ祖宗ノ神器ヲ承ク」によって天皇の譲位は禁止され、天皇の崩御によってのみ皇位の継承がおこなわれることが規定された。これにより、院政の前提となる上皇の存在は否定された。
院政を否定的に見る考え方は、江戸時代の朱子学者（例:新井白石『読史余論』など）にも見られるが、院政期当時は天皇家の当主を擁した「朝廷」という組織が維持されれば天皇親政でも院政でも、天皇家の当主が天皇に在位しているか退位しているかの違いしか認識されていなかった。ところが、皇室典範の制定は皇位継承が法律によって厳密に行われることを意味するようになり、こうした曖昧な形態を持った「朝廷」というあり方そのものを否定することとなった。これによって、従来は存在しなかった「皇位にあってこそ天皇として振舞える」「譲位して皇位を離れた天皇はその地位も権限も失われる」という概念が形成されるようになり、その後の日本人の一般的な院政観や専門家の院政研究にも影響を与えることとなった。
そして昭和22年（1947年）に法律として制定された現行の皇室典範でも、第4条で「天皇が崩じたときは、皇嗣が、直ちに即位する」とし、皇位は終身制であり、皇位の継承は天皇の崩御によってのみおこなわれることを定めている。さらに第2条で皇位継承の順序を、第3条でその順序の変更について規定しており、天皇が自らの意思によって継承者を指名できなくなった。また天皇を象徴とする日本国憲法の成立により、天皇が内閣の承認と助言を受けた上で行う国事行為以外に政治に関与することはできなくなった。
その後、平成28年（2016年）に明仁（第125代天皇）が、天皇の位を生前に次期皇位継承者である皇太子徳仁に譲る「生前退位（譲位）」の意向を示した。これにより平成29年（2017年）6月9日に天皇の退位等に関する皇室典範特例法が成立し、同法に基づき、令和元年（2019年）5月1日に明仁は光格上皇以来202年ぶり、かつ憲政史上初めて「上皇」となった。この生前退位の場合は、「上皇（ならびに上皇陛下）」が正式称号となっており、上皇が行う国事行為及び政治に関与する権限は定められていないため、院政を執ることはできなくなっている。

## 院政一覧
基本の意味の院政の具体例の一覧は以下のとおりである。

### 平安時代・鎌倉時代
- 白河上皇 - 堀河天皇、鳥羽天皇、崇徳天皇
- 鳥羽上皇 - 崇徳天皇、近衛天皇、後白河天皇
- 後白河上皇 - 二条天皇、六条天皇、高倉天皇、安徳天皇、後鳥羽天皇
- 高倉上皇 - 安徳天皇
- 後鳥羽上皇 - 土御門天皇、順徳天皇、仲恭天皇
- 後高倉法皇 - 後堀河天皇
- 後堀河上皇 - 四条天皇
- 後嵯峨上皇 - 後深草天皇、亀山天皇
- 後深草上皇 - 伏見天皇
- 亀山上皇 - 後宇多天皇
- 後宇多上皇 - 後二条天皇、後醍醐天皇
- 伏見上皇 - 後伏見天皇、花園天皇
- 後伏見上皇 - 花園天皇、光厳天皇

### 南北朝時代

#### 北朝
- 光厳上皇 - 光明天皇、崇光天皇
- 後光厳上皇 - 後円融天皇
- 後円融上皇 - 後小松天皇

#### 南朝
- 長慶上皇 - 後亀山天皇（院政を執ったと推定されているが、異説もある）

### 室町時代
- 後小松上皇 - 称光天皇、後花園天皇
- 後花園上皇 - 後土御門天皇

### 江戸時代
- 後水尾上皇 - 明正天皇、後光明天皇、後西天皇、霊元天皇
- 霊元上皇 - 東山天皇、中御門天皇
- 東山上皇 - 中御門天皇
- 桜町上皇 - 桃園天皇
- 光格上皇 - 仁孝天皇

注：
- 上皇の中には後に出家して法皇となった者が多い。
- 白河上皇、鳥羽上皇、後白河上皇、後鳥羽上皇その他多数の上皇（及びごく一部の皇族）は治天の君として君臨した。

## 院政と隠居制度
皇位譲渡者が後継君主の後見として実質的な政務を行う政治体制は、日本独自の家督制度に由来している。当主が存命中から隠居して、家督を次代に譲って、家の実権を掌握し続ける、というもので、この制度がいつ頃から始まったかは、かなり古くからとされており、詳しくはわかっていない。日本人の思想に国家ならびに家の概念が固まりつつあった弥生時代に確立された、とする説も存在する。
鎌倉幕府・室町幕府・江戸幕府それぞれの征夷大将軍職において、将軍職を退いて大御所となることも、院政の変形と言える。武家社会の大名家、公家や神官職、さらには一般庶民の家庭においても隠居制度は浸透していた。だから、院政自体が隠居制度の延長線上に存在していた、と見做すことも可能である。
既述の通り明治年間以降は、皇室典範の施行に伴い、天皇が隠退して上皇になることは一旦途絶えた。また、明治以降西洋文化の流入に伴って、家督制度に対する日本人の思考にも変化が表れた影響から、隠居制度は急速に廃れていき、日本国憲法によって法的に家督制度と共に隠居制度は廃止された。
ただ、特に企業などにおいて、社長職を退いた会長、更には会長職を退いた名誉会長などが、社長を上回って企業経営に影響を及ぼすことは珍しくなく、後述の「比喩表現としての院政」とも絡んで、隠居制度は実質的には根強く残っていると言えるだろう。

## 世界各国の最高権力に関する類例と相違点
日本の院政のように、名目上の最高権力者と実質的な最高権力者の分離が常態化したものは、ベトナムの陳朝に類例が見られるものの、他にはほぼ存在しない。一時的に院政に類似する政治形態が成立することはあるものの、それが制度化されることはなかったといえる。
中国において、趙の武霊王、南宋の孝宗、清の乾隆帝などは、君主の位を後継者に譲った後も権力を握っていた。しかし、それが恒久化することはなかった。
ヨーロッパでは、実権を保持したまま後継者を君主位に就ける場合には共同統治者に据える方法が取られた。複数の君主が並び立つこの方法は、形式上は世襲制ではないローマ帝国で特にしばしば用いられた。神聖ローマ帝国が選挙王制になると、在位中の「皇帝兼ローマ王」が嫡子を "共同のローマ王" に選出させる方法を採用し、これによりハプスブルク家による長期の事実上の世襲がなされた。
カスティーリャ女王ベレンゲラは、フェルナンド3世を王位に即けた後、その"後見人"となった。しかし女性君主の即位自体が恒常的でないこともあり、制度化はしなかった。
一般的には、君主の位を後継者に譲れば、実権も手放すことになる。ローマ皇帝ディオクレティアヌスは退位により完全引退し、アラゴン王ラミロ2世や神聖ローマ皇帝とスペイン王を兼ねたカール5世（カルロス1世）は余生を修道院で送った。アラゴン女王ペトロニラは自らの息子に譲位した。近代のオランダやルクセンブルクでも、君主は譲位すれば実権も手放している。

## 比喩表現
現職を引退した人が、引退後も実権を握っていること。「会長が院政を敷く」などと使う。ある人がトップの役職から退いたのに実権を握り続けていることを、「院政」と喩える。企業運営や政治の世界で行われることがある。
企業運営
代表取締役社長の役職（法規で会社を代表すると明確に定められている）を退任し、別の人を代表取締役社長に就任させた後も、 "会長" と呼ぶ存在となり、企業運営の実権を握り続けることを「院政」ということがある。
企業や団体では、忠実な腹心や縁者を後継者として確定させることにより、実権の更なる強化を図る意味合いが強いとも。
政治権力
国際政治においても院政という言葉が使われている。ロシア連邦における2008年から2012年までのタンデム体制は、当時の大統領であるドミートリー・メドヴェージェフではなく、前大統領であるウラジーミル・プーチン首相が実権を握っているとされ、「プーチンによる院政」という表現が日本のメディアで使用された。また、江沢民が2002年から2003年にかけて共産党総書記・国家主席のポストを胡錦濤に譲っても、軍トップの党中央軍事委員会主席を務めていた2年間は重大問題について江沢民の裁定を仰ぐ合意が共産党指導部内にあったため、2002年から2004年までは「江沢民の院政」という表現が日本のメディアで使用された。
近年の日本では、内閣総理大臣だった人が総理大臣を辞めても、なお（与党内において）最も強力な影響力を保持している場合に「院政」と喩えられる。例えば、竹下登が政権退陣した後の宇野宗佑政権・海部俊樹政権が「竹下院政」と、安倍晋三が政権退陣した後の菅義偉政権・岸田文雄政権が「安倍院政」または「麻生院政」とそれぞれ称された、さらに石破茂政権では自由民主党総裁選挙決選投票にも大きな影響力を及ぼした前総裁岸田文雄の内閣と主要人物・政策がほとんど変わっていないことから「岸田院政」と言われるようになった。